# El Cau del Llop
El Cau del Llop és un grup de Folk català format el 1995 per Josep Amírola, veu i violí, ex-membre d'Urbàlia Rurana.
El grup s'ha dedicat sobretot a la recuperació de temes tradicionals i a la creació de nous a partir dels paràmetres de la música tradicional valenciana, catalana i de les Illes. Tot i això, en la seua música arreplega també influències occitanes, italianes, gregues i balcàniques. A banda de Josep Amírola, els seus components actuals són Amadeu Vidal, acordió diatònic i cors, Alvaro Domènech, guitarres i cors, Albert González i percussió. Finalment, cal mencionar la col·laboració habitual de la lletrista Sole Gallego.
El disc "Cantant a la teulada" va rebre el premi RNE-Ràdio 4 com a millor disc folk del 1997.

## Discografia
- Cantant a la teulada, Tram, 1996.[2]
- Ànima negra, Art del so, 2005.[3]
- Disc dels músics en valencià, Enderrock, 2005.